# Кириченко, Михаил Михайлович
Михаил Михайлович Кириченко (28 октября 1923, с. Лавровское, Кокчетавский уезд, Акмолинская губерния, Киргизская АССР, РСФСР, СССР — 8 мая 1994, Москва) — майор Советской Армии, участник Великой Отечественной войны, Герой Советского Союза (1991 год).

## Биография
Родился 28 октября 1923 года в селе Лавровское Кокчетавского уезда Акмолинской губернии Киргизской АССР (ныне — Айыртауский район Северо-Казахстанской области Казахстана).
Получил среднее образование. В июле 1941 года Кириченко был призван на службу в Рабоче-крестьянскую Красную Армию. В том же году окончил Алма-Атинское пехотное училище. С августа 1942 года — на фронтах Великой Отечественной войны. К августу 1944 года гвардии капитан Михаил Кириченко был заместителем командира батальона 100-го гвардейского стрелкового полка 35-й гвардейской стрелковой дивизии 8-й гвардейской армии 1-го Белорусского фронта. Отличился во время освобождения Польши.
1 августа 1944 года Кириченко во главе штурмового отряда переправился через Вислу и прорвал немецкую оборону, освободив населённые пункты Руда-Тарновска и Вулька-Тарновска. Отряд успешно перерезал дорогу Варшава-Магнушев, что способствовало успешному захвату плацдарма на западном берегу Вислы. За эти заслуги Кириченко был представлен к званию Героя Советского Союза, но во время войны это представление реализовано не было.
Указом Президента СССР от 5 мая 1991 года за «мужество и героизм, проявленные в борьбе с немецко-фашистскими захватчиками в Великой Отечественной войне 1941—1945 годов» майор в отставке Михаил Кириченко был удостоен высокого звания Героя Советского Союза с вручением ордена Ленина и медали «Золотая Звезда» за номером 11649.
После окончания войны Кириченко продолжил службу в Советской Армии. В 1945 году окончил курсы усовершенствования офицерского состава.
В 1955 году в звании майора Кириченко был уволен в запас. Проживал в Москве, работал старшим инженером Управления автодорог «Главмосавтотранса».
Умер 8 мая 1994 года, похоронен на Хованском Западном кладбище Москвы.
Почётный гражданин города Изюм Харьковской области. Был награждён двумя орденами Ленина, двумя орденами Красной Звезды, рядом медалей.